# ブラティスラヴァ世界絵本原画展
ブラティスラヴァ世界絵本原画展（ブラティスラヴァせかいえほんげんがてん、Bienále ilustrácií Bratislava、ブラティスラヴァ・イラストレーション・ビエンナーレ、BIB）は、スロバキアの首都 ブラティスラヴァで開かれる国際的な絵本原画のビエンナーレ（隔年開催の美術展覧会）。創設は1967年。絵本のイラストレーターに贈られる国際賞として最も古いもののひとつである。

## 概要
この原画展は刊行された絵本の原画を対象とするもので、文章については選考対象としない。創設は1967年、まだチェコスロバキアの時代(プラハの春)である。ビロード革命後はスロバキア文化省の主催でユネスコが後援している。
同展覧会の主旨は児童書先進国の優秀なイラストレーターの紹介と同時に、その他の国々の隠れた才能の発掘を目指している。そしてなによりも訪れる子供達の為のイベントである。現在、国際アンデルセン賞と並び、児童書の分野で権威ある賞の一つとなっている。 BIBはこの種のイベントでは世界で唯一の非営利のものである。
2011年度には44ヶ国の356人の画家の2318点の原画が出品された。一カ国からの応募は最大15人に限られており、日本からは、日本国際児童図書評議会による国内選考を経て13人が応募した。国際的な審査員団によって選ばれたイラストレーターの原画がスロバキアのブラティスラヴァの展覧会で展示される他、前回のBIBグランプリ受賞者と国際アンデルセン賞の受賞者の作品も展示される。個性的で傑出したイラストレーション11点と児童書に貢献した出版社1社が選出される他「子ども審査員賞」等の特別賞も選ばれる。
- グランプリ 1点
- 金のりんご賞(Golden Apples) 5点
- 盾 5点
- 出版社賞 1社

BIBの展覧会は現在日本を含め約40ヶ国で催されている。
Brazil, Bulgaria, Czech Republic, Denmark, Egypt, Philippines, Finland, France, Greece, Chile, India, Indonesia, Iran, Japan, South Africa, Canada, Colombia, Korea, Cuba, Lithuania, Hungary, Mexico, Germany, Nigeria, Norway, Poland, Portugal, Russia, Spain, Sweden, Switzerland, Taiwan, Italy, Tunisia, Ukraine, Uruguay, United Kingdom, Zambia ...

## 表記について
スロバキア語表記は、Bienále ilustrácií Bratislava(BIB)。英語表記は、Biennial of Illustration Bratislava(BIB) 。
日本では、以下のように何通りにも表記されている。
- BIB（世界絵本原画展=ブラチスラヴァ・ビエンナーレ）[3]
- BIB世界絵本原画展[4]
- ブラティスラヴァ世界絵本原画展 [5]
- ブラチスラバ世界絵本原画展[6][7][6]
- ブラチスラヴァ世界絵本原画展[8]
- ブラチスラヴァ国際絵本原画展[9]

（注）Bratislava ([ˈbracɪslava] ( 音声ファイル)) のカタカナ表記には「ブラチスラバ」「ブラチスラヴァ」「ブラティスラヴァ」などの表記ゆれがありうる。

## BIBIANA
1987年に、BIBのためにBIBIANA – International House of Art for Children（BIBIANA - 国際児童芸術館）という国際的な活動を行う文化組織が創設された。専門的なギャラリーを備え、絵本や児童文学発展のための活動を行っている。現在は、BAB (Biennial of Animation Bratislava、ブラチスラヴァ・アニメーション展の意）も開かれている。

## グランプリ受賞者
日本からはグランプリ受賞の他、多数の受賞者が出ている。過去のグランプリ受賞作品はBIBIANAのサイトで閲覧が可能。
| 年   | 受賞者                                    | 国籍             |
| ---- | ----------------------------------------- | ---------------- |
| 1967 | 瀬川康男                                  | 日本             |
| 1969 | エヴァ・ベドナージョヴァー                | チェコスロバキア |
| 1971 | アンジェイ・ストゥルミーウォ              | ポーランド       |
| 1973 | リーゼロッテ・シュヴァルツ                | ドイツ           |
| 1975 | ニコライ・ポポフ                          | ソビエト連邦     |
| 1977 | ウルフ・ロフグレン                        | スウェーデン     |
| 1979 | クラウス エンジカット                     | 東ドイツ         |
| 1981 | ロアル・アルス                            | デンマーク       |
| 1983 | ドゥシャン・カーライ                      | チェコスロバキア |
| 1985 | フレデリック・クレマン                    | フランス         |
| 1987 | ハンヌ・タイナ                            | フィンランド     |
| 1989 | マリアン・ムラフスキ                      | ポーランド       |
| 1991 | スタシス・エイドリゲヴィチウス            | ポーランド       |
| 1993 | ロレンツォ・マトッティ                    | イタリア         |
| 1995 | ジョン・ロウ                              | イギリス         |
| 1997 | マルタン・ジャリ                          | フランス         |
| 1999 | 中辻悦子                                  | 日本             |
| 2001 | エリック・バトゥー                        | フランス         |
| 2003 | 出久根育                                  | 日本             |
| 2005 | アリーレザー・ゴルドゥーズィヤーン        | イラン           |
| 2007 | アイナール・トゥルコウスキィ              | ドイツ           |
| 2009 | ホセ・アントニ・タシアス・ペネラ          | スペイン         |
| 2011 | チョ・ウンヨン                            | 韓国             |
| 2013 | エヴェリーネ・ラオベ , ニーナ・ヴェーアレ | スイス           |
| 2015 | ローラ・カーリン                          | イギリス         |
| 2017 | ルトウィヒ・フォルベーダ                  | オランダ         |
| 2019 | ハサン・ムーサヴィー                      | イラン           |
| 2021 | エレナ・オドリオソラ                      | スペイン         |
| 2023 | パロマ・バルディビア                      | チリ             |